# 유례 이사금
유례이사금(儒禮泥師今, ? ~ 298년, 재위: 284년 ~ 298년)은 신라의 14대 임금이다. 아버지는 조분이사금이며, 어머니는 나음(奈音) 갈문왕의 딸 박씨이다.
유례(儒禮)는 후기 상고한음으로 [*no-lie]로 재구되는데 고유어 '누리(세상)'를 차자 표기 한 것으로 본다. 또한 '누리'라는 왕명이 시조왕 다음 왕을 뜻한다는 견해가 있다.
286년 백제와 화친했다. 287년에는 왜인들이 일례부(一禮部)를 쳐 일천 명의 주민을 잡아갔다. 289년 음력 6월 왜인이 다시 쳐들어 온다는 소문이 돌자 선박과 병기를 수리하고 전쟁 준비를 했는데, 이 해 왜인이 쳐들어 오지는 않았다. 292년 음력 6월 왜인이 다시 쳐들어 사도성(沙道城)을 점령하자, 일길찬 대곡(大谷)으로 하여금 구원하게 하였다. 293년 음력 2월에는 사도성을 다시 개축하고, 주민 80여 호를 옮겨 살게 하였다. 294년 여름 왜가 다시 쳐들어와 장봉성(長峰城)을 쳤으나 격퇴되었다.
295년 이사금이 신하들을 모아놓고 "왜인이 계속 침범하여 백성들이 편안히 살 수 없다. 백제와 계획을 세워 바다를 건너 왜국을 공격하고자 하는데 어떠한가?" 하자 서불한 홍권(弘權)이 신라군은 수전에 익숙하지 못하며 백제를 믿을 수 없다 하여 반대하여 왜 정벌 계획은 취소되었다.
297년 이서고국(伊西古國), 혹은 이서국(伊西國)이 금성을 공격하였다. 신라가 크게 군사를 동원하였으나 물리칠 수 없었다. 신라본기에 따르면 이때 귀에 대나무 잎을 꽂은 이상한 병사들이 나타나 이서국군을 쳐부순 뒤 사라졌는데, 이후 미추 이사금이 묻힌 죽장릉(竹長陵)에 수만개의 대나무 잎이 쌓인 것을 보고 백성들이 "돌아가신 임금님이 하늘나라 병사들을 보내 도우셨다" 라고 하였다.

## 가계도
- 외조부 : 내음 갈문왕
  - 친부 : 조분 이사금(助賁泥師今)
  - 친모 : 운소부인 박씨(운召夫人 朴氏) - 내음 갈문왕(奈音 葛文王)의 딸

## 같이 보기
- 고구려
  - 서천왕 (270년 ~ 292년)
  - 봉상왕 (292년 ~ 300년)
- 백제
  - 고이왕 (234년 ~ 286년)
  - 책계왕 (286년 ~ 298년)

| 전 대 미추 이사금 | 제14대 신라 국왕 284년 ~ 298년 | 후 대 기림 이사금 |

1. ↑  도수희(1999) 등.
2. ↑  문경현, 《신라 건국과 斯盧 6村》, 신라사학회, 2011, 21쪽 :『삼국유사 』권1, 기이 1, 제2남해왕조에, '이 임금은 세 왕의 제일 첫째'란 기사가 있는 바, 이것은 세 왕(황), 즉 남해, 노례(유례), 탈해의 제일 첫째 왕이라고 한 것이다. 남해거서간 다음 왕이 노례(유례)왕은 매우 주목된다. 시조왕의 뜻인 미추이사금 다음의 왕 또한 유례(누리치·世里智) 니사금이다. 고구려 시조 주몽왕 다음이 유리(유류)왕이다. 이 3자는 모두 같은 뜻으로 시조왕 다음 왕을 뜻한다. 그렇게 볼 때 유례 위가 남해거서간이 되는 것이다. 시조 남해거서간 위에 후대에 혁거세 거서간을 가관(가상)하여 올려 놓으니 남해는 차차웅이란 칭호로 바꾸고 원 칭호인 거서간을 갖기도 했다.